# Ричардс, Элфин
Профессор Элфин Джон Ричардс (28 декабря 1914 – 7 сентября 1995) — валлийский авиационный инженер и инженер-акустик, первый профессор любого из этих предметов в Саутгемптонском университете, где он основал Институт исследований звука и вибрации, был вторым вице-канцлером Технологического университета Лафборо.

## Образование
Ричардс (иногда известный как "Сэм") родился в Барри, Гламорган 28 декабря 1914 года и учился в средней школе Барри, Университетском колледже Уэльса в Аберистуите и колледже Святого Иоанна в Кембридже, где он изучал математику и физику.

## Карьера и исследования
Ричардс начал свою карьеру в Bristol Aeroplane Company, затем перешел в Национальную физическую лабораторию, изучающую конструкцию аэродинамического профиля. 
В 1945 году он стал главным специалистом по аэродинамике в Vickers-Armstrong, работая над проектами самолетов Vickers Viscount и Vickers Valiant. В этот период у него появился исследовательский интерес к авиационному шуму. В 1950 году он был назначен первым профессором авиационной техники в Саутгемптонском университете, а в 1963 году стал профессором прикладной акустики в том же университете и основал Институт исследований звука и вибрации. 
С 1967 по 1975 год он был вице-канцлером Технологического университета Лафборо. После этого он вернулся в Саутгемптонский университет, заняв кафедру в Институте исследований звука и вибрации.

### Награды
Ричардс был награжден OBE в 1958 году за свою работу над шумом. Он был награжден Золотой медалью Тейлора Королевского авиационного общества, медалью Джеймса Уатта Института инженеров-строителей и Серебряной медалью Королевского общества искусств. Он был президентом Британского акустического общества (1968-70) и президентом Общества инженеров-экологов (1971-73). Его память увековечена в студенческом общежитии Элвина Ричардса в Университете Лафборо.
Ричардс также получил почетную докторскую степень в Университете Хериот-Уотт в 1983 году.

### Публикации
Шум и акустическая усталость в аэронавтике Элфин Джон Ричардс и Д. Дж. Мид (Wiley) ISBN 0-471-71944-7

## Личная жизнь
Ричардс был женат 3 раза: сначала в 1941 году на Элунед Джонс (ум. 1978), от которой у него родилось 3 дочери, затем в 1986 году на Олив Микин (ум. 1989) и в 1990 году на Мириам Дэвидсон, которая пережила его. Он умер в Ромси, Хэмпшир 7 сентября 1995 года.